# 企業文化
企業文化（きぎょうぶんか）とは経営学用語の一つ。ある企業が有している独特の価値体系や行動規範のことを言う。

## 概説
企業文化の現われとなっているものには、その企業の長年の伝統であったり、現時点での経営陣の経営方針などが存在する。コーポレートアイデンティティはこの企業文化を変化させることを目的として実施されている。これは企業での社員の行動様式にも現れる事柄であり、例えばその企業が減点重視の方針を採っているならばその企業の社員は守りを重視した仕事をするようになり、逆に加点重視の方針を取っているならば社員は積極的に進もうとする傾向が高くなるわけである。また企業文化というのは外部からその企業を見た場合のイメージに結びつく事柄であるため、社員はそうでない人間が自社を見たならばどのような印象を持つかと言うことも考えておくべき事柄である。
企業文化は、以下の4つに大きく分類される。
- 社交的な企業文化：リラックスして堅苦しくない雰囲気で、仕事関係と友人関係の境があいまい。
- 信頼できる企業文化：プロセスを最重視し、日々の仕事が予測しやすい。
- 進取的な企業文化：独創性と知性を重視する能力主義の組織で、競争意識が高い。
- 序列重視の企業文化：ヒエラルキー（階層制）や伝統を重視する文化。人々は権力を求めて競い合う。

## 日本の企業文化
日本的経営に基づき、日本型雇用システム・経営慣行などに歴史的にも特徴があるとされる。日本企業の文化、つまり下層社員がまず自分の意見を表明し、それを上司に伝え、さらに上司がそれを上層部に伝えるということが、集団浅慮を回避するために効果的な企業文化として紹介されている。
例えば、企業内では、付加価値を作り収益化するために、それに長けた人材を自ら長年をかけて育成しようとする。そのために雇用では、大学新卒一括採用を中心とし、育成面で柔軟に追従し高度な人材となれる確率が高いと見なす人間を求める。世間でも特に大企業に対しては、社会的責任に加え、そのような価値の大きさを期待する。